# Новотроєвка (Гафурійський район)
Новотро́євка (рос. Новотроевка, башк. Яңы Троевка) — присілок у складі Гафурійського району Башкортостану, Росія. Входить до складу Мраковської сільської ради.
Населення — 32 особи (2010; 44 в 2002).
Національний склад:
- росіяни — 59%